# Marimekko
Marimekko Oyj («Маримекко») — финская дизайнерская компания в форме публичного акционерного общества. Основана супругами Арми и Вильо Ратиа в 1951 году. Компания разрабатывает и производит под торговой маркой «Marimekko» одежду, текстиль, аксессуары, товары для кухни и для ванной, канцелярские товары, а также посуду с оригинальным броским современным дизайном. В настоящее время «Marimekko» — один из самых известных в мире финских брендов. Акции компании обращаются на Фондовой бирже Хельсинки.
Имеет 140 магазинов в различных странах мира.

## История компании
История «Маримекко» началась с маленькой фабрики Printex, производившей кухонную клеёнку и ткани с набивным рисунком. Она была куплена в 1949 году Вильо Ратиа, а его жена Арми в сотрудничестве с дизайнером Майей Исола занялась разработкой новых узоров для ткани и рекламой. Супруги зарегистрировали компанию и торговую марку «Marimekko» 25 мая 1951 года. Показ первой коллекции одежды состоялся в мае 1951 года в «Каластайяторппа» (фин. Kalastajatorppa). Спрос на летнюю одежду превзошёл все ожидания, но осенью продажи приостановились. Несмотря на трудности, компания росла, и пик роста пришёлся на первую половину 1960-х годов. Интернационализация компании была вызвана обесцениванием финской марки в 1958 году, участием фирмы в выставке, проведенной в Стокгольме фирмой «Артек», и появленим в одежде от «Маримекко» супруги президента США Жаклин Кеннеди, которая приобрела семь платьев молодой финской компании. После появления в 1960 году Жаклин на обложке спортивного еженедельника Sports Illustrated в скромном розовом платье без рукавов от «Маримекко», статьи, посвященные молодому бренду, появились во всех модных изданиях. Во время экономического успеха появилась идея открытия зарубежных фабрик и о постройке в городе Порвоо «деревни Маримекко», где производилась бы вся продукция фирмы в Финляндии и где жили бы сами сотрудники. Однако из-за возникших финансовых проблем и сокращения рабочих от затеи такой деревни пришлось отказаться.

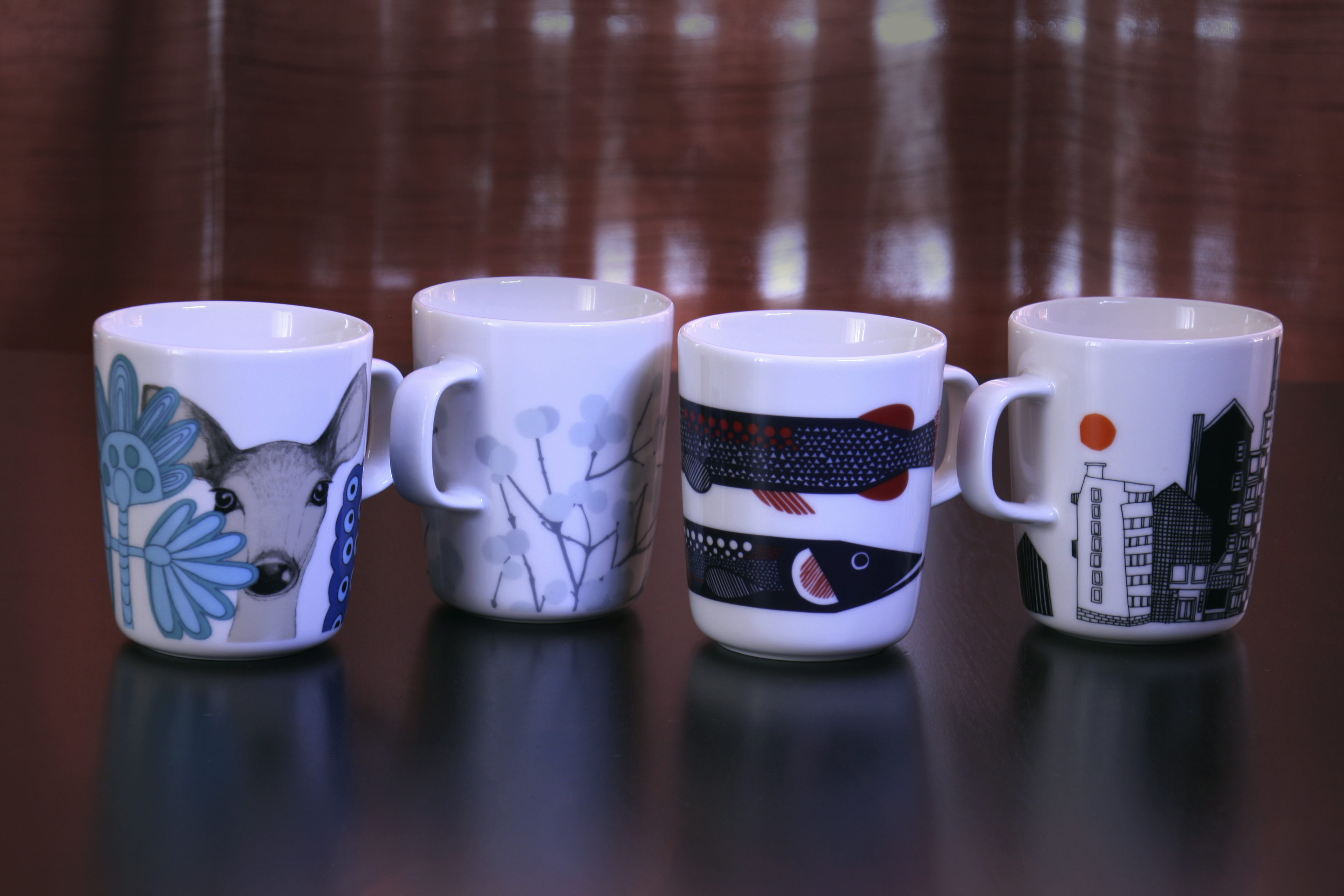
Кружки Marimekko (2010—2014)

С 1974 года акции компании торгуются на Фондовой бирже Хельсинки. В 1985 году компания присоединилась к финскому концерну Amer Sports Oyj, но в те годы когда компания входила в этот концерн, она приносила только убытки (более двухсот миллионов марок). В итоге после экономически трудного периода в 1991 году компанию купила Кирсти Паакканен, владелица компании Workidea, которая вернула компании практически утраченный ею дизайнерский профиль и успешно руководила ею до 2008 года. С 2008 года директором-распорядителем является Мика Ихамуотила.
С весны 2015 года место Ихамуотила занимает Тиина Алахухта-Каско.
В 2016 году, в связи с режимом экономии, компания начала плановые сокращения персонала, собираясь добиться сокращения расходов на 2,1 млн евро в год.

## Известные дизайнеры

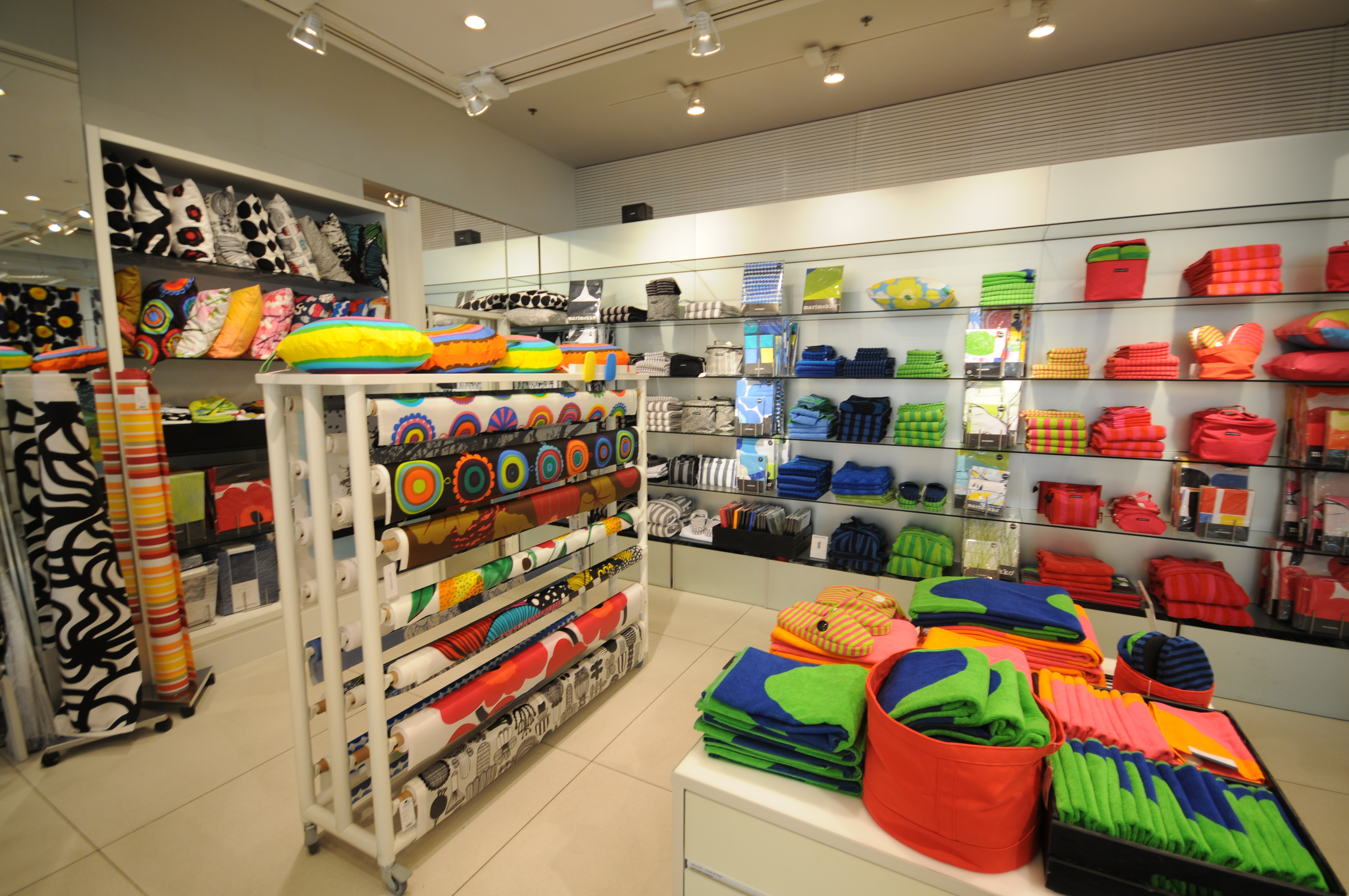
Магазин Marimekko в Хельсинки

- Первым дизайнером компании была Майя Исола (1927—2001), сотрудничавшая с компанией с 1949 по 1987. Самое известная её работа — принт Unikko («Маки»). За это время маки всех цветов и оттенков стали визитной карточкой компании, этот рисунок можно встретить почти на всей продукции компании, даже на резиновых сапогах и салфетках. Этот принт настолько тесно ассоциируется с «Маримекко», что его иногда ошибочно считают логотипом компании.
- Вуокко Эсколин-Нурмесниеми создавала принты и одежду, как, например, рубашку Jokapoika.
- Анника Римала — автор принтов Tasaraita на знаменитой полосатой трикотажной футболке с длинным рукавом (лонгсливе) и Tuulihattu.
- Дизайнер первого мужского костюма «Маримекко» Пентти Ринта, костюм которого стал классикой. Сотрудничал с Маримекко с 1969 по 1987 годы.
- Юкка Ринтала создал серию принтов Karjalan marjat.
- Коллекция Ритвы Фалла для бизнес-леди принесла ей государственную премию в области дизайна. Ритва Фалла является постоянным дизайнером Маримекко с 1997 года.
- Оригинальная коллекция посуды была придумана в 2010 году финским дизайнером Ану Пенттинен. Разноцветные бокалы, стаканы и кувшины напоминают по форме спущенные носки.

Кроме того, ведущие молодые дизайнеры из Скандинавии, а также из остальной Европы и Азии создают узоры и принты, которые затем используются на домашнем текстиле, одежде и т. д. Коллекция обновляется три раза в год: весной, осенью и к Рождеству.

## Производство и торговая сеть
Более половины продукции «Маримекко» (56 % в 2013 году) продаётся сегодня через сеть собственных магазинов и отделов в торговых сетях в Финляндии, где товары этого далеко не дешёвого бренда ассоциируются с образом респектабельной, смелой, состоятельной женщины. Кроме того, «Маримекко» владеет несколькими десятками магазинов в других странах Европы и Северной Америки. Осваивая новые рынки, «Маримекко» расширяет торговую сеть в новом свете, главным образом в крупных университетских городах северо-восточного и западного побережья США. В 2014 году «Маримекко», например, открыла 19 новых магазинов. Наиболее интенсивно растущий рынок компании — это азиатские страны и Австралия. Новые магазины появились, помимо прочего, в Японии, Гонконге и Южной Корее. К концу 2016 года планируется открыть 15 магазинов в Китае. Компания получает доход от продажи лицензии на использование элементов дизайна и узоров «Маримекко».
До 2013 года у компании было три собственных завода в Финляндии: ситценабивная фабрика в Хельсинки, швейная фабрика в Китеэ и завод сумок в Сулкавалла. Два последних завода были закрыты в 2013 году. «Маримекко» имеет двух тайских субподрядчиков. В 2013 году сотрудники независимой гражданской организации Finnwatch исследовали условия труда работников стекольного завода, расположенного рядом с Бангкоком, где частично производится посуда «Маримекко». По мнению Finnwatch, на заводе, где работают 175 человек, плохие условия труда. Проблемы касаются безопасности, переработок и выплаты заработной платы.

## Обвинения в плагиате
В 2013 году разразился скандал, связанный с обвинениями дизайнеров компании в неоднократном недобросовестном заимствовании целых рисунков и элементов изображений. Дизайнер Кристина Исола на ткани Metsäväki скопировала принт украинской народной художницы Марии Примаченко «Крыса в пути», незначительно изменив оригинальный рисунок, а принт под названием «Гинкго», выпущенный компанией в 2008 году, повторял рисунок, созданный модельером Марией Яухиайнен в середине 2000-х годов. В узоре Isoisän puutarha Тересы Мурхаус были найдены сходства с иллюстрацией в британской детской книжке. В руководстве компании уверены, что ряд скандалов не повлияет на имидж торговой марки.